# Chapulín
 (août 2011).
Si vous disposez d'ouvrages ou d'articles de référence ou si vous connaissez des sites web de qualité traitant du thème abordé ici, merci de compléter l'article en donnant les références utiles à sa vérifiabilité et en les liant à la section « Notes et références ».

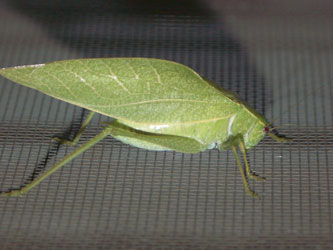
Chapulín.

Les chapulines sont considérés comme un délice par de nombreux Mexicains. Ce sont des criquets du genre Sphenarium. Ils sont collectés seulement à certaines périodes de l'année. Ils sont consciencieusement nettoyés et lavés, puis frits avec du piment, de l'ail cultivé et du jus de citron, pour créer un goût amer-épicé-salé qui est un bon complément à la bière. On ne trouve les chapulines que dans certaines parties du Mexique, l'État et la ville d'Oaxaca de Juárez étant les plus connus. Ils sont disponibles en plusieurs tailles, petits ou gros sur les étals des marchés pour environ 3 euros le kilogramme (2007). C'est une coquette somme pour des insectes dévoreurs de récoltes. Il a été prouvé qu'ils ont été utilisés comme aliments depuis plus de 3 000 ans.
Le goût est unique, mais pas spécialement étrange. Ils peuvent être mangés individuellement sous le nom de botana (en en-cas) ou sous la forme d'un remplissage, par exemple dans la tlayuda qui est fourrée de chapulines.
Ils doivent être cuits avant la consommation, comme c'est le cas avec beaucoup d'autres criquets. Ils peuvent être porteurs de nématodes qui peuvent infester des hôtes humains.
Le mot chapulín pour désigner un criquet est spécifique au Mexique et provient du nahuatl. Le mot utilisé en castillan pour « criquet » est saltamontes ou saltón.
Le chapulín a donné son nom à la série télévisée humoristique mexicaine El Chapulín Colorado de Chespirito.

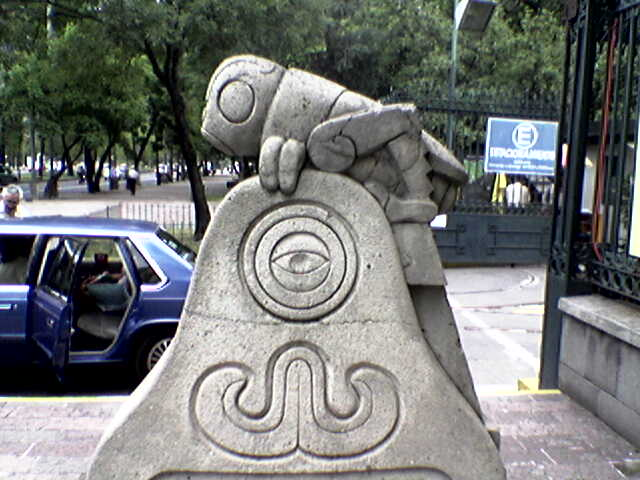
Sculpture représentant un chapulín à Chapultec (cerro de los chapulines), musée d'Art moderne, Mexico.